# Северен тъмен албатрос
Северен тъмен албатрос (Phoebetria fusca) е вид птица от семейство Албатросови (Diomedeidae). Видът е застрашен от изчезване.

## Разпространение
Видът е разпространен в Аржентина, Австралия, Бразилия, Света Елена, Възнесение, Тристан да Куня, Уругвай, Френски южни и антарктически територии, Хърд и Макдоналд и Южна Африка.